# Rozávlya

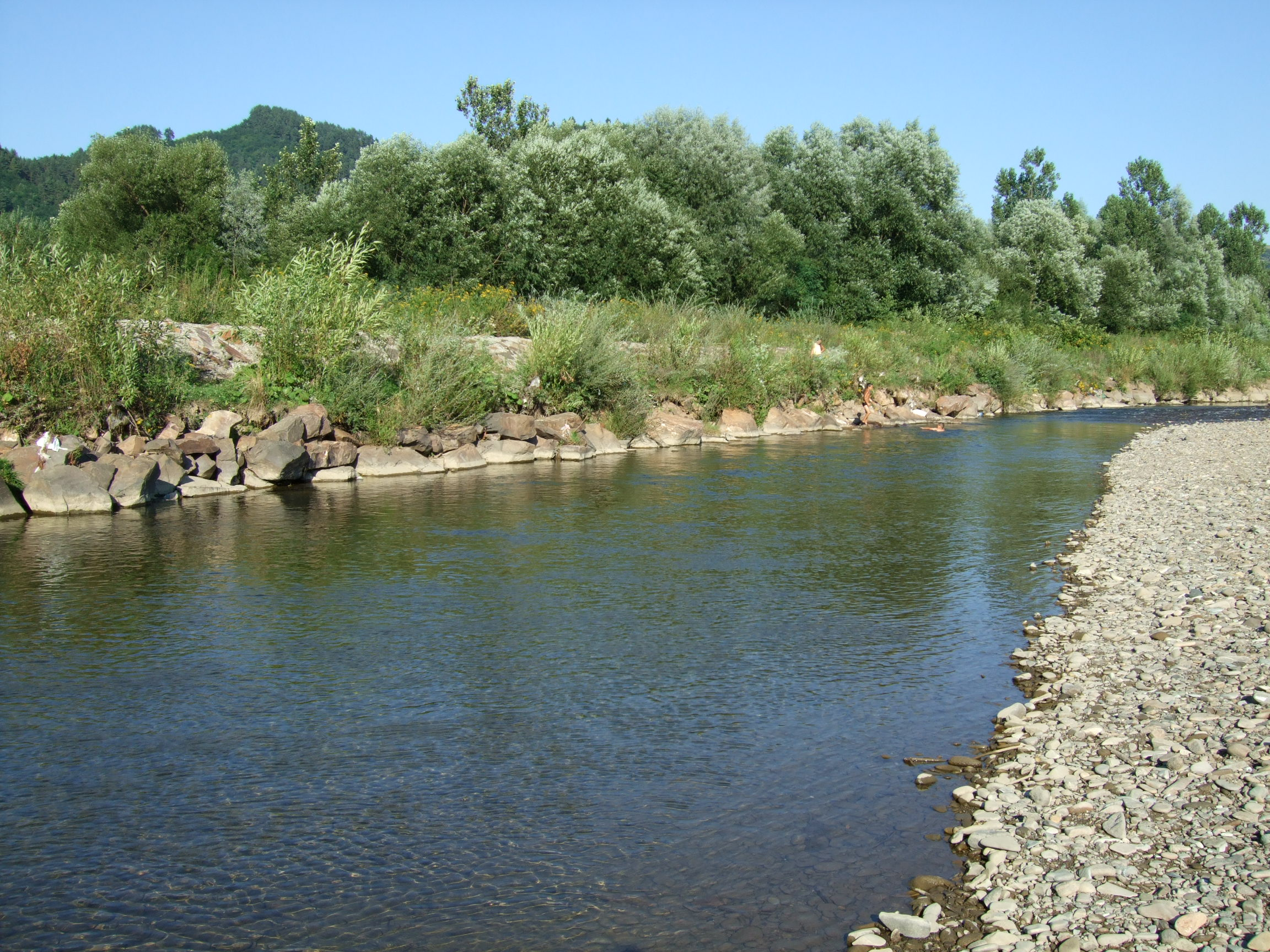
Az Iza Rozávlyánál

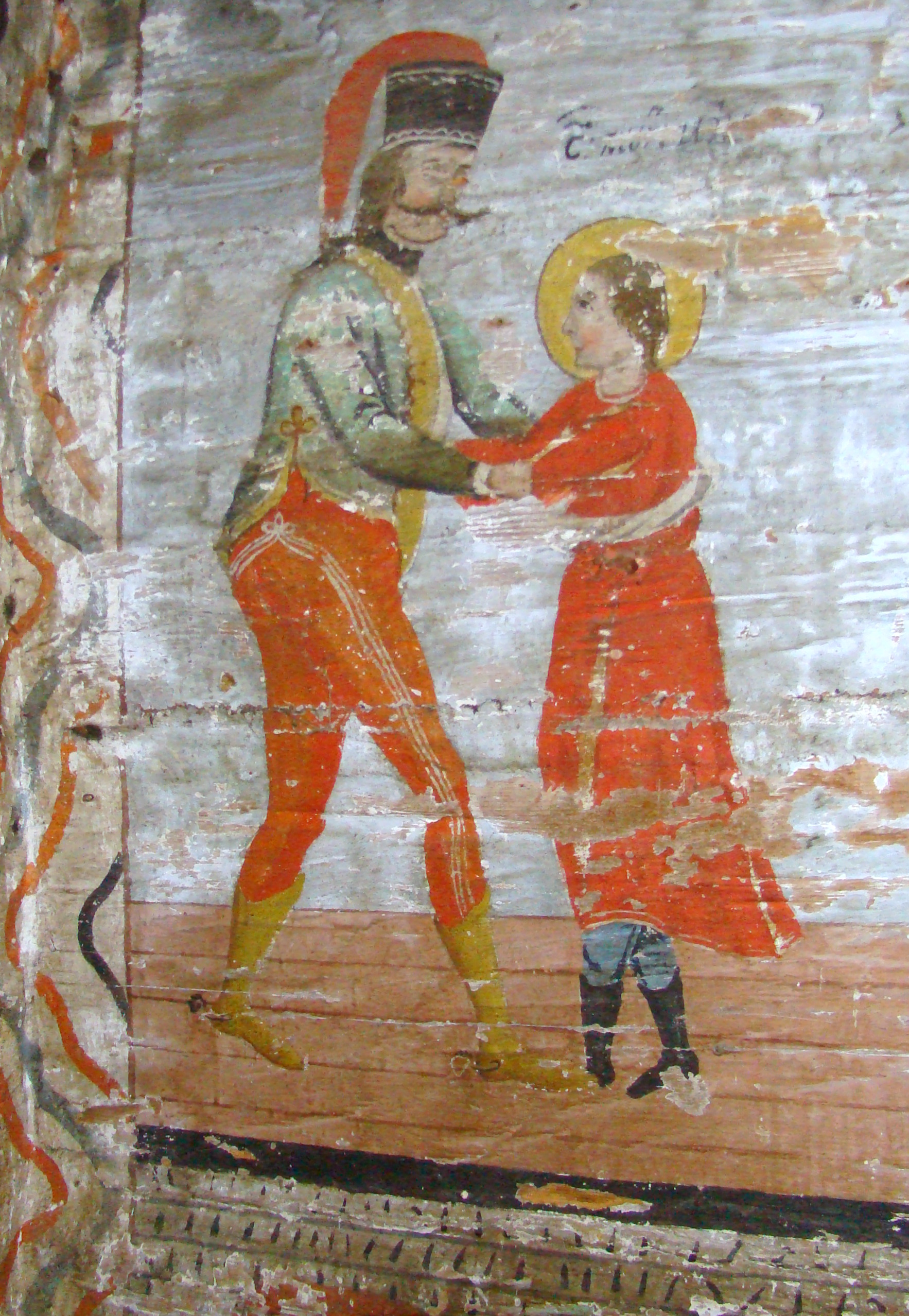
Nemesi ruhát viselő férfi a templom egyik falfestményén

Rozávlya, 1901 és 1918 között Rozália (románul: Rozavlea, németül: Rosalien, jiddisül ריזאוולייה) falu Romániában, Máramaros megyében, a történeti Máramarosban.

## Fekvése
Máramarosszigettől 32 kilométerre délkeletre, az Iza jobb partján fekszik. Sajóval egybeépült.

## Nevének eredete
Nincs köze a Rozália női névhez, bár egy helyi monda egy Rozália nevű nőhöz köti alapítását. Az ukrán (keleti szláv) Hrozav férfinév birtokos esetű alakjából (Hrozavlja) fejlődött ki. Először 1373-ban villa Iohannis Woywode, majd 1431-ben az ennek megfelelő Janoswaydafalwa, közben 1390-ben Hrozawlla és Hrozallya, 1411-ben Rozaulya és Rozavlia, 1430-ban Rosallya alakban írták. Az Országos Községi Törzskönyvbizottság 1900-ban a Rozsállya nevet állapította meg a számára, de a község kérésére végül a Rozália nevet kapta.

## Története
A 14. században Bogdán fiainak kenézi birtoka, majd utódaik, a Drágfi család és a Dolhai család jobbágyfalva volt. 1598-ban 35 jobbágyháza közül 26 volt Dolhay Jánosé. 1767-ben 110 ház állt benne. Ezek közül huszonkettőt armalista, tizenhetet kisnemesi, tízet kamarai jobbágycsaládok lakták, hármat szeszfőző zsidók, a többit pedig a kisnemesek jobbágyai. 1786-ban laktanya is állt benne.
1840-ben már 120 zsidó lakta, de csak 1880-ban hoztak létre önálló hitközséget. A két világháború között a helyi születésű, 92 cm magas Shimshon Eizik Ovitz és hét hasonló termetű gyermeke „törpe színtársulatot” működtetett. A 30-as évek Európájában ünnepelt, jól ismert, számos európai turnén részt vett törpecsaládot is, sok tízezer máramarosi társukkal együtt, 1944-ben deportálták Auschwitzba. A haláltábort Josef Mengele kísérleti alanyaiként élték túl. 1949-ben Izraelbe költöztek. 2013-ban "A rozávlyai törpék" címmel brit dokumentumfilm látott napvilágot, mely az Ovitz család tündöklését, majd az azt követő üldöztetést és auschwitzi szenvedéseiket mutatja be.
1838-ban 1050 görögkatolikus és 167 zsidó vallású lakosa volt.
1910-ben 2759 lakosából 1933 volt román, 743 német (jiddis) és 82 magyar anyanyelvű; 1960 görögkatolikus és 775 zsidó vallású.
2002-ben 3611 lakosából 3605 volt román nemzetiségű; 3437 ortodox, 83 adventista és 81 görögkatolikus vallású.

## Látnivalók
- Régi ortodox fatemploma az 1717-es tatár pusztítás után épült, a hagyomány szerint eredetileg egy másik faluban. Ikonosztáza 1810-ben készült, belső falfestményeit Ioan Plohod készítette 1823 és 1825 között. A bejárat közelében a külső festés maradványai is láthatóak. A faluban ezen kívül még két másik fatemplom is áll.
- A falusiak között híres fafaragók voltak és vannak. A faluban több, tölgyfából díszesen faragott máramarosi kaput, a templomkertben fejfákat láthatunk. Az asszonyok az utóbbi időben felélesztették a hagyományos gyapjúszőttesek készítését. Több panzió működik, de a turistaidény csúcspontján, karácsonykor és szilveszterkor az egyszerű házak is fogadnak vendégeket.

## Oktatás
- Turisztikai szakirányú középiskola (iskolacsoport), több mint ötszáz diákkal.